# (74408) 1998 YX21
(74408) 1998 YX21 – planetoida z pasa głównego asteroid okrążająca Słońce w ciągu 5,49 lat w średniej odległości 3,11 j.a. Odkryta 26 grudnia 1998 roku.